# Morti il 23 agosto
| Questa pagina contiene informazioni ricavate automaticamente dalle voci biografiche con l'ausilio del template Bio e di un bot. L'aggiornamento è periodico e automatico e ricostruisce completamente la pagina. Se manca una persona in questa lista, sei pregato di non aggiungerla, ma accertati piuttosto che la sua voce biografica contenga il template Bio e che i dati anagrafici siano correttamente compilati. Se il template Bio manca, inseriscilo tu stesso o, in alternativa, metti l'avviso {{tmp\|Bio}} che ne segnala la mancanza. Se i dati riportati sono sbagliati, correggi direttamente la voce biografica; le modifiche saranno visibili in questa lista entro pochi giorni. Per chiarimenti vedi il progetto biografie. La lista contiene solo le 491 persone che sono citate nell'enciclopedia e per le quali è stato implementato correttamente il template Bio. Pagina aggiornata al 9 ago 2025. |

## I secolo(1)
- 93 - Gneo Giulio Agricola, politico, militare e generale romano (n. 40)

## V secolo(1)
- 406 - Radagaiso, condottiero germanico

## VII secolo(1)
- 634 - Abū Bakr, sovrano arabo (n. 573)

## X secolo(2)
- 992 - Volkold di Meißen, vescovo cattolico tedesco
- 995 - Erberto d'Auxerre, vescovo franco

## XI secolo(2)
- 1026 - Riccardo II di Normandia, nobile normanno
- 1071 - Guido da Velate, arcivescovo cattolico italiano

## XII secolo(3)
- 1106 - Magnus di Sassonia, nobile tedesco (n. 1045)
- 1176 - Rokujō, imperatore giapponese (n. 1164)
- 1183 - Cristiano di Magonza, diplomatico e arcivescovo cattolico tedesco

## XIII secolo(5)
- 1241 - Berenguer de Palou II, vescovo cattolico spagnolo
- 1242 - Arcimbaldo VIII di Borbone, nobile
- 1258 - Alice di Mâcon, contessa
- 1270 - Gauthier III de Nemours, militare francese
- 1285 - Filippo Benizi, presbitero italiano (n. 1233)

## XIV secolo(6)
- 1305 - William Wallace, condottiero e patriota scozzese (n. 1270)
- 1312 - Francesco d'Este, politico e nobile italiano
- 1340 - Ricciardo Manfredi, condottiero italiano
- 1348 - John de Stratford, arcivescovo cattolico inglese
- 1363 - Chen Youliang, generale cinese (n. 1320)
- 1388 - Ulrico di Württemberg, nobile tedesco (n. 1342)

## XV secolo(11)
- 1406 - Enrico Despenser, nobile e vescovo cattolico inglese
- 1408 - Berenguer de Anglesola, cardinale spagnolo
- 1435 - Niccolò Fortebraccio, nobile e condottiero italiano (n. 1389)
- 1464 - Maso Finiguerra, incisore italiano (n. 1426)
- 1465 - Georg Hack von Themeswald, vescovo cattolico tedesco
- 1476 - Caterina di Sassonia, nobile (n. 1421)
- 1478 - Johannes Pullois, compositore fiammingo
- 1487 - Maria di Clèves, duchessa (n. 1426)
- 1490 - Caterina de' Pazzi, religiosa e beata italiana (n. 1463)
- 1498 - Isabella di Trastámara (n. 1470)
- 1500 - Carlotta di Rethel, nobile francese (n. 1472)

## XVI secolo(10)
- 1502 - Robert Willoughby, I barone Willoughby de Broke, ufficiale e nobile inglese (n. 1452)
- 1511 - Francesco Argentino, cardinale e vescovo cattolico italiano
- 1528 - Luigi di Lorena, vescovo cattolico e militare francese (n. 1500)
- 1538 - Ulrich von Hohensax, generale svizzero
- 1540 - Charles de Hémard de Denonville, cardinale e vescovo cattolico francese (n. 1493)
- 1542 - Girolamo Benivieni, poeta italiano (n. 1453)
- 1572 - Charles de Quellenec, nobile francese (n. 1548)
- 1575 - Ebussuud Efendi, giurista ottomano (n. 1490)
- 1579 - Francisco Pacheco de Villena, cardinale e arcivescovo cattolico spagnolo (n. 1508)
- 1591 - Luis de León, poeta, traduttore e teologo spagnolo (n. 1527)

## XVII secolo(15)
- 1602 - Sebastiano Filippi, pittore italiano
- 1610 - Antonia di Lorena, principessa francese (n. 1568)
- 1615 - François de Joyeuse, cardinale e arcivescovo cattolico francese (n. 1562)
- 1618 - Gerbrand Adriaensz Bredero, poeta e drammaturgo olandese (n. 1585)
- 1621 - Antonio Il Verso, compositore italiano
- 1628 - George Villiers, I duca di Buckingham, nobile e politico inglese (n. 1592)
- 1629 - Tomas de Lemos, teologo spagnolo (n. 1555)
- 1632 - Frances Howard, nobile inglese (n. 1590)
- 1634 - Abaza Mehmed Pascià, politico e militare ottomano (n. 1576)
- 1648 - Vincenzo Napoli, vescovo cattolico italiano (n. 1574)
- 1653 - Matteo Cristiano, avvocato italiano (n. 1616)
- 1668 - Artus Quellinus il Vecchio, scultore fiammingo (n. 1609)
- 1672 - Jean Varin, scultore e medaglista francese (n. 1604)
- 1680 - Thomas Blood, militare e criminale irlandese (n. 1618)
- 1687 - Stojan Janković, condottiero serbo (n. 1636)

## XVIII secolo(21)
- 1701 - Cornelis Jansz Mejjer, ingegnere olandese (n. 1629)
- 1713 - Giacomo d'Alibert, impresario teatrale francese (n. 1626)
- 1723 - Increase Mather, pastore protestante e scrittore inglese (n. 1639)
- 1725 - Cristiano Augusto di Sassonia-Zeitz, arcivescovo cattolico e cardinale tedesco (n. 1666)
- 1732 - Felice Boselli, pittore italiano (n. 1650)
- 1737 - Sofia Cristiana di Wolfstein, nobile tedesca (n. 1667)
- 1750 - Johann Christian Krüger, scrittore tedesco (n. 1723)
- 1759 - Franz Anton von Lamberg, principe, politico e generale austriaco (n. 1678)
- 1766 - Mauro Sarti, religioso e storico italiano (n. 1709)
- 1771 - Almerico Gonzaga, religioso italiano (n. 1686)
- 1777 - Clelia Grillo Borromeo, nobildonna e mecenate italiana (n. 1684)
- 1777 - Charles-Joseph Natoire, pittore francese (n. 1700)
- 1777 - Giuseppe Sellitto, compositore e organista italiano (n. 1700)
- 1780 - Marie Anne de Vichy-Chamrond, scrittrice francese (n. 1696)
- 1782 - Francesco Antonio Mayerle, pittore boemo (n. 1710)
- 1790 - Giovanna Francesca di Hohenzollern-Sigmaringen, principessa (n. 1765)
- 1791 - Jeanne de Saint-Rémy de Valois, nobildonna francese (n. 1756)
- 1792 - Arnaud de La Porte, magistrato e nobile francese (n. 1737)
- 1795 - William Bradford, politico statunitense (n. 1755)
- 1796 - Pasquale Amati, storiografo italiano (n. 1726)
- 1797 - Élie Bertrand, teologo, geologo e naturalista svizzero (n. 1713)

## XIX secolo(59)
- 1803 - Branda de Lucioni, militare italiano (n. 1740)
- 1806 - Charles Augustin de Coulomb, fisico e ingegnere francese (n. 1736)
- 1811 - Friedrich Wilhelm von Buxhoeveden, generale russo (n. 1750)
- 1812 - Bernhard Erasmus von Deroy, nobile e generale tedesco (n. 1743)
- 1812 - Tethart Philipp Christian Haag, pittore olandese (n. 1737)
- 1813 - Ivan Nikolaevič Ėssen, generale russo (n. 1759)
- 1813 - Alexander Wilson, ornitologo statunitense (n. 1766)
- 1820 - Michel de Cubières, scrittore e poeta francese (n. 1752)
- 1823 - Anselmo Doria del Maro, generale italiano (n. 1758)
- 1828 - Franz von Zeiller, giurista austriaco (n. 1751)
- 1829 - Pierre Deval, politico francese (n. 1758)
- 1830 - Ferdinando Federico di Anhalt-Köthen, generale prussiano (n. 1769)
- 1831 - August Neidhardt von Gneisenau, generale prussiano (n. 1760)
- 1831 - Ferenc Kazinczy, scrittore, poeta e traduttore ungherese (n. 1759)
- 1832 - Johann Georg Wagler, zoologo tedesco (n. 1800)
- 1834 - Anders Fredrik Skjöldebrand, generale svedese (n. 1757)
- 1835 - Giuseppe Scarlata Xibilia Platamone, generale e nobile italiano (n. 1773)
- 1839 - Charles Philippe Lafont, violinista e compositore francese (n. 1781)
- 1842 - Eugène Buret, filosofo, economista e sociologo francese (n. 1810)
- 1842 - Raimondo Sammartino Ramondetto, nobile e politico italiano
- 1844 - René de Chazet, drammaturgo, poeta e saggista francese (n. 1774)
- 1845 - Amédée Louis Michel Lepeletier, entomologo francese (n. 1770)
- 1845 - Rafael Urdaneta, militare e politico venezuelano (n. 1788)
- 1846 - Wilhelm Küchelbecker, poeta russo (n. 1797)
- 1853 - Carlo Tristano di Montholon, nobile e generale francese (n. 1783)
- 1854 - Bartolomeo Bozanich, vescovo cattolico dalmata (n. 1789)
- 1855 - Leonardo Brumati, presbitero e naturalista italiano (n. 1774)
- 1855 - Massimo III Mazloum, vescovo cattolico e patriarca cattolico siriano (n. 1779)
- 1857 - Carl Ludwig Koch, entomologo e aracnologo tedesco (n. 1778)
- 1860 - Charles Joseph de Raigecourt, generale francese (n. 1771)
- 1861 - Teresa Borri, nobildonna italiana (n. 1799)
- 1861 - Ferdinando Troya, politico italiano (n. 1786)
- 1862 - Friedrich Julius Hammer, poeta e scrittore tedesco (n. 1810)
- 1864 - Tommaso Cuccioni, incisore e fotografo italiano
- 1865 - Ferdinand Georg Waldmüller, pittore e scrittore austriaco (n. 1793)
- 1871 - Franz Schweigger-Seidel, fisiologo tedesco (n. 1834)
- 1872 - Joseph Ginet, politico francese (n. 1801)
- 1873 - Karl Hopf, storico e medievista tedesco (n. 1832)
- 1874 - Maria Luisa di Borbone-Due Sicilie, principessa (n. 1855)
- 1876 - Mariano Ricciardi, arcivescovo cattolico italiano (n. 1814)
- 1876 - Pietro Vannoni, medico italiano (n. 1802)
- 1878 - Adolf Fredrik Lindblad, compositore svedese (n. 1801)
- 1881 - Eugenio Vetromile, scrittore e presbitero italiano (n. 1819)
- 1883 - Raffaele de Franco, vescovo cattolico italiano (n. 1803)
- 1886 - Henry Hopkins Sibley, generale statunitense (n. 1816)
- 1887 - Sarah Yorke Jackson, politica statunitense (n. 1805)
- 1888 - Philip Henry Gosse, naturalista britannico (n. 1810)
- 1888 - Adalbert Widmann, politico e nobile boemo (n. 1804)
- 1889 - Luigi Solidati Tiburzi, politico italiano (n. 1825)
- 1892 - Carolina Pepoli, nobile, attivista e politica italiana (n. 1824)
- 1892 - Manuel Deodoro da Fonseca, militare e politico brasiliano (n. 1827)
- 1893 - Michał Elwiro Andriolli, pittore e disegnatore polacco (n. 1836)
- 1896 - Gioacchino Pagliei, pittore italiano (n. 1852)
- 1897 - Ugo di Hohenlohe-Öhringen, principe tedesco (n. 1816)
- 1898 - Giovanni Pietro Natoli, vescovo cattolico italiano (n. 1829)
- 1898 - Félicien Rops, pittore, incisore e disegnatore belga (n. 1833)
- 1899 - Henry de Vilmorin, botanico e agronomo francese (n. 1843)
- 1900 - Kuroda Kiyotaka, politico giapponese (n. 1840)
- 1900 - Carlo Turi, ammiraglio e politico italiano (n. 1838)

## XX secolo(230)
- 1902 - Henryk Siemiradzki, pittore polacco (n. 1843)
- 1903 - Carl Frederik Bricka, storico e archivista danese (n. 1845)
- 1905 - Carlo Ginori, imprenditore e politico italiano (n. 1851)
- 1906 - Michele Torraca, giornalista e politico italiano (n. 1840)
- 1909 - Adolf von Becker, pittore finlandese (n. 1831)
- 1909 - Liu E, scrittore e archeologo cinese (n. 1857)
- 1911 - Raffaele Piras, vescovo cattolico italiano (n. 1865)
- 1912 - Joseph Hürbin, storico e insegnante svizzero (n. 1863)
- 1914 - Maurice Dease, militare britannico (n. 1889)
- 1914 - Paola Pes di Villamarina, nobile italiana (n. 1838)
- 1914 - Federico Giovanni di Sassonia-Meiningen, principe (n. 1861)
- 1915 - Eduardo Dalbono, pittore e museologo italiano (n. 1841)
- 1915 - Luigi Ferraris, calciatore, ingegnere e militare italiano (n. 1887)
- 1915 - Vasilij Michajlovič Gončarov, regista e sceneggiatore russo (n. 1861)
- 1915 - Mario Massetti, avvocato, atleta e militare italiano (n. 1889)
- 1916 - Serafín Avendaño Martínez, pittore spagnolo (n. 1838)
- 1917 - Giulio Blum, militare italiano (n. 1855)
- 1917 - Adolfo Scalpelli, pittore italiano (n. 1888)
- 1918 - Aleksej Chvostov, politico russo (n. 1872)
- 1921 - Luigi Bologna, aviatore e militare italiano (n. 1888)
- 1922 - Corrado Parona, zoologo e medico italiano (n. 1848)
- 1923 - Giovanni Minzoni, presbitero italiano (n. 1885)
- 1924 - Salvador Abril y Blasco, pittore spagnolo (n. 1862)
- 1925 - Charles Pyrah, tuffatore statunitense (n. 1870)
- 1925 - Félix Sesúmaga, calciatore spagnolo (n. 1898)
- 1926 - Rodolfo Valentino, attore e ballerino italiano (n. 1895)
- 1927 - Sacco e Vanzetti, operaio e anarchico italiano (n. 1891)
- 1927 - Sa'd Zaghlul, politico egiziano (n. 1858)
- 1928 - Giovanni Faini, architetto italiano (n. 1849)
- 1930 - Rudolf John Gorsleben, giornalista e drammaturgo tedesco (n. 1883)
- 1930 - Alan Percy, VIII duca di Northumberland, ufficiale britannico (n. 1880)
- 1931 - John C. B. Firth, aviatore inglese (n. 1894)
- 1932 - Umberto Montanari, militare e politico italiano (n. 1867)
- 1933 - Marie Cahill, cantante e attrice statunitense (n. 1870)
- 1933 - Adolf Loos, architetto cecoslovacco (n. 1870)
- 1934 - Viktor Kaplan, ingegnere e inventore austriaco (n. 1876)
- 1934 - Erik Larsson, tiratore di fune svedese (n. 1888)
- 1936 - Juliette Adam, scrittrice francese (n. 1836)
- 1936 - Thomas Cullinan, imprenditore e politico sudafricano (n. 1862)
- 1936 - Alessandro Tosi, militare e ingegnere italiano (n. 1866)
- 1937 - Gaetano Franco, militare italiano (n. 1912)
- 1937 - Carmelo Palella, militare italiano (n. 1898)
- 1937 - Albert Roussel, compositore francese (n. 1869)
- 1938 - Antonino Alessi, militare italiano (n. 1912)
- 1938 - Théodor Axentowicz, pittore polacco (n. 1859)
- 1938 - Aldo Bracco, militare e aviatore italiano (n. 1916)
- 1938 - John Nicholas Luff, filatelista statunitense (n. 1860)
- 1939 - Eugène-Henri Gravelotte, schermidore francese (n. 1876)
- 1939 - Sidney Howard, scrittore, drammaturgo e sceneggiatore statunitense (n. 1891)
- 1939 - Margaret Whistler, attrice e costumista statunitense (n. 1888)
- 1941 - Giacomo Cecconi, entomologo e naturalista italiano (n. 1866)
- 1941 - Tal'at Harb, economista egiziano (n. 1867)
- 1942 - Cesare De Fabritiis, militare italiano (n. 1918)
- 1942 - Lino Gucci, militare italiano (n. 1915)
- 1942 - Gustav-Adolf Riebel, generale tedesco (n. 1896)
- 1942 - Walter Serner, scrittore e saggista boemo (n. 1889)
- 1942 - Takeuchi Seihō, pittore giapponese (n. 1864)
- 1944 - Abdülmecid II, sovrano turco (n. 1868)
- 1944 - Francesco Dachtera, presbitero polacco (n. 1910)
- 1944 - Lorenzo Fava, ufficiale e partigiano italiano (n. 1919)
- 1944 - Wilhelm Holec, calciatore austriaco (n. 1914)
- 1944 - Henryk Sławik, politico polacco (n. 1894)
- 1945 - Leo Borchard, direttore d'orchestra tedesco (n. 1899)
- 1945 - Ludwig von Hofmann, pittore tedesco (n. 1861)
- 1945 - Hugh Young, medico, chirurgo e scienziato statunitense (n. 1870)
- 1945 - Stefania del Belgio, principessa belga (n. 1864)
- 1946 - Fulco Ruffo di Calabria, nobile, aviatore e politico italiano (n. 1884)
- 1947 - Hans Cornelius, filosofo e psicologo tedesco (n. 1863)
- 1947 - Hasmik, attrice sovietica (n. 1879)
- 1948 - Antonino Tripepi, storico italiano (n. 1868)
- 1950 - Dionisio Anzilotti, giurista e docente italiano (n. 1867)
- 1950 - Richard Parke, bobbista statunitense (n. 1893)
- 1951 - Ernesto Eugenio Filippi, arcivescovo cattolico italiano (n. 1879)
- 1952 - Lorenzo Barco, generale italiano (n. 1866)
- 1952 - Frederic George Kenyon, paleografo e papirologo britannico (n. 1863)
- 1952 - Géza Kiss, nuotatore ungherese (n. 1882)
- 1952 - Cläre Lotto, attrice e ballerina tedesca (n. 1893)
- 1953 - Laurentia McLachlan, religiosa e musicologa scozzese (n. 1866)
- 1953 - Arturo Noci, pittore italiano (n. 1874)
- 1953 - Alfredo Pochettino, fisico e scienziato italiano (n. 1876)
- 1953 - Ludolf Jakob von Alvensleben, militare tedesco (n. 1899)
- 1954 - Eugène Penard, biologo svizzero (n. 1855)
- 1955 - Harold Fleming, calciatore inglese (n. 1887)
- 1955 - Rudolf Minger, politico svizzero (n. 1881)
- 1955 - Ettore Rossi, turcologo e orientalista italiano (n. 1894)
- 1956 - Galileo Chini, pittore, decoratore e grafico italiano (n. 1873)
- 1956 - Fernando Saraceni, dirigente sportivo, allenatore di calcio e calciatore italiano (n. 1891)
- 1957 - Armando Pescatori, generale italiano (n. 1884)
- 1957 - Eugène Schueller, farmacista francese (n. 1881)
- 1958 - Marlow Moss, pittrice e scultrice britannica (n. 1889)
- 1958 - Ruža Petrović, partigiana e antifascista croata (n. 1911)
- 1960 - Alessandro Bocconi, avvocato e politico italiano (n. 1873)
- 1960 - Oscar Hammerstein II, scrittore, paroliere e librettista statunitense (n. 1895)
- 1960 - Bruno Loerzer, generale e aviatore tedesco (n. 1891)
- 1960 - Juan Rithner, calciatore argentino (n. 1890)
- 1961 - Gotthard Sachsenberg, aviatore e militare tedesco (n. 1891)
- 1961 - Beals Wright, tennista statunitense (n. 1879)
- 1962 - Walter Anderson, scrittore tedesco (n. 1885)
- 1962 - Joseph Berchtold, generale tedesco (n. 1897)
- 1962 - Hoot Gibson, attore, regista e produttore cinematografico statunitense (n. 1892)
- 1963 - Léon Devos, ciclista su strada belga (n. 1896)
- 1963 - Mary Gordon, attrice scozzese (n. 1882)
- 1964 - Estella Canziani, scrittrice e artista britannica (n. 1887)
- 1964 - Guido Ucelli, ingegnere, dirigente d'azienda e mecenate italiano (n. 1885)
- 1965 - Mustafa al-Nahhas, politico egiziano (n. 1879)
- 1966 - Francis X. Bushman, attore, regista e sceneggiatore statunitense (n. 1883)
- 1966 - Guillermo Gorostiza, calciatore spagnolo (n. 1909)
- 1966 - Enrico Nardi, pilota automobilistico e designer italiano (n. 1907)
- 1967 - Georges Berger, pilota automobilistico belga (n. 1918)
- 1967 - Nate Cartmell, velocista, cestista e allenatore di pallacanestro statunitense (n. 1883)
- 1968 - Michele Pallavicini, calciatore italiano (n. 1911)
- 1968 - Hunt Stromberg, produttore cinematografico e regista statunitense (n. 1894)
- 1969 - Enrique García, calciatore argentino (n. 1912)
- 1969 - Harry Hoppe, generale tedesco (n. 1894)
- 1969 - Walter March, architetto tedesco (n. 1898)
- 1969 - Vladi Marmo, cestista finlandese (n. 1914)
- 1970 - Babe Ziegenhorn, cestista statunitense (n. 1918)
- 1971 - Giuseppe Baccilieri, calciatore italiano (n. 1902)
- 1971 - Oliver McGowan, attore statunitense (n. 1907)
- 1972 - Giuseppe Biondelli, diplomatico, saggista e ufficiale italiano (n. 1890)
- 1972 - Georg von Braun, cavaliere svedese (n. 1886)
- 1972 - Maiola Kalili, nuotatore statunitense (n. 1909)
- 1972 - Arthur Russell, siepista britannico (n. 1886)
- 1973 - Hellmuth Kneser, matematico tedesco (n. 1898)
- 1973 - Annibale Pizzarelli, musicista e direttore di coro italiano (n. 1885)
- 1974 - Roberto Assagioli, psichiatra e teosofo italiano (n. 1888)
- 1974 - Renato Bodini, calciatore e allenatore di calcio italiano (n. 1909)
- 1974 - Kees van der Tuijn, calciatore olandese (n. 1924)
- 1975 - Sidney Buchman, sceneggiatore e produttore cinematografico statunitense (n. 1902)
- 1975 - Attilio Mattei, calciatore italiano (n. 1902)
- 1975 - Robert Mertens, erpetologo tedesco (n. 1894)
- 1975 - Hank Patterson, attore statunitense (n. 1888)
- 1975 - Herman Tillemans, missionario e arcivescovo cattolico olandese (n. 1902)
- 1976 - Nicolas Roudenko, attore francese (n. 1909)
- 1977 - Sebastian Cabot, attore britannico (n. 1918)
- 1977 - Romano Rui, scultore e ceramista italiano (n. 1915)
- 1978 - Giuseppe Colizzi, regista, sceneggiatore e produttore cinematografico italiano (n. 1925)
- 1978 - Raffaele de Courten, ammiraglio e politico italiano (n. 1888)
- 1978 - Oleg Karavaev, lottatore sovietico (n. 1936)
- 1978 - Károly Levitzky, canottiere ungherese (n. 1885)
- 1980 - Antonio Cassi Ramelli, architetto italiano (n. 1905)
- 1980 - Cosimo Di Ceglie, chitarrista e polistrumentista italiano (n. 1913)
- 1980 - Gerhard Hanappi, calciatore e architetto austriaco (n. 1929)
- 1981 - Trevor Coker, canottiere neozelandese (n. 1949)
- 1981 - Rolf Herricht, attore, comico e cantante tedesco (n. 1927)
- 1981 - Tessa Kosta, attrice statunitense (n. 1890)
- 1982 - Ida Carey, pittrice neozelandese (n. 1891)
- 1982 - Alberto Cavalcanti, sceneggiatore, regista e produttore cinematografico brasiliano (n. 1897)
- 1982 - Stanford Moore, biochimico statunitense (n. 1913)
- 1983 - Gerald Frank Anderson, compositore di scacchi e diplomatico britannico (n. 1898)
- 1983 - Jack King, pistard australiano (n. 1897)
- 1984 - Charlie Robertson, giocatore di baseball statunitense (n. 1896)
- 1984 - Romano Vio, scultore italiano (n. 1913)
- 1985 - Luigia Barin, politica italiana (n. 1935)
- 1985 - Marília Branco, attrice brasiliana (n. 1942)
- 1985 - Feitiço, calciatore brasiliano (n. 1901)
- 1985 - Joseph Novales, ciclista su strada spagnolo (n. 1937)
- 1985 - Edoardo Palombi, generale e prefetto italiano (n. 1916)
- 1985 - Gaetano Sardiello, politico e avvocato italiano (n. 1890)
- 1986 - Augusto Guzzo, filosofo italiano (n. 1894)
- 1986 - Marvin Hatley, compositore e direttore d'orchestra statunitense (n. 1905)
- 1986 - Michail Kuznecov, attore sovietico (n. 1918)
- 1987 - Thomas D'Alesandro Jr., politico statunitense (n. 1903)
- 1987 - Bernard Giroux, copilota di rally francese (n. 1950)
- 1987 - Alfred Mader, calciatore svizzero (n. 1903)
- 1987 - Didier Pironi, pilota automobilistico francese (n. 1952)
- 1987 - Stefano I Sidarouss, cardinale e patriarca cattolico egiziano (n. 1904)
- 1988 - Giovanni Botta, politico italiano (n. 1906)
- 1988 - Menotti Del Picchia, poeta, scrittore e pittore brasiliano (n. 1892)
- 1988 - Josef Klehr, militare tedesco (n. 1904)
- 1988 - Harijs Lazdiņš, calciatore lettone (n. 1910)
- 1988 - Hans Lewy, matematico tedesco (n. 1904)
- 1988 - Alf Martinsen, calciatore norvegese (n. 1911)
- 1988 - Fabio Pennacchi, generale e medico italiano (n. 1903)
- 1988 - Willy Reitgassl, calciatore tedesco (n. 1936)
- 1988 - Jacob Saltiel, allenatore di pallacanestro israeliano (n. 1922)
- 1988 - Jack Sher, regista, sceneggiatore e produttore cinematografico statunitense (n. 1913)
- 1988 - Libero Tosi, fotografo e pittore italiano (n. 1902)
- 1989 - Erik Almgren, calciatore e allenatore di calcio svedese (n. 1908)
- 1989 - Ronald Laing, psichiatra scozzese (n. 1927)
- 1990 - Carlo II di Löwenstein-Wertheim-Rosenberg, politico tedesco (n. 1904)
- 1990 - Michele Ciafardini, politico italiano (n. 1932)
- 1990 - David W. Peck, giurista statunitense (n. 1902)
- 1990 - David Rose, compositore, arrangiatore e direttore d'orchestra statunitense (n. 1910)
- 1990 - Omero Tognon, allenatore di calcio e calciatore italiano (n. 1924)
- 1990 - Protogene Veronesi, politico e fisico italiano (n. 1920)
- 1990 - Viktor Ivanovyč Zarec'kyj, pittore, grafico e pedagogo sovietico (n. 1925)
- 1991 - Antonio Giuseppe Angioni, vescovo cattolico italiano (n. 1910)
- 1991 - Wilhelm Hahnemann, allenatore di calcio e calciatore austriaco (n. 1914)
- 1991 - Ágnes Nemes Nagy, poetessa, scrittrice e traduttrice ungherese (n. 1922)
- 1991 - Germán Pardo García, poeta colombiano (n. 1902)
- 1991 - Florence B. Seibert, biochimica e scienziata statunitense (n. 1897)
- 1991 - Orazio Semeraro, arcivescovo cattolico italiano (n. 1906)
- 1992 - Giuseppe Nano, organista e compositore italiano (n. 1913)
- 1992 - Charles August Nichols, animatore e regista cinematografico statunitense (n. 1910)
- 1993 - Gregory Gaye, attore russo (n. 1900)
- 1993 - Dinmuchamed Kunaev, politico sovietico (n. 1912)
- 1993 - Mohammed Aziz Lahbabi, filosofo, scrittore e poeta marocchino (n. 1922)
- 1993 - Piero Parini, militare, politico e prefetto italiano (n. 1894)
- 1993 - Edvard Ravnikar, architetto sloveno (n. 1907)
- 1993 - Luciano Charles Scorsese, attore statunitense (n. 1913)
- 1994 - Maria Alfonsa Bruno, religiosa italiana (n. 1937)
- 1994 - Zoltán Fábri, regista ungherese (n. 1917)
- 1994 - Alfredo Pérez, calciatore argentino (n. 1924)
- 1994 - Gehendra Bahadur Rajbhandari, politico nepalese (n. 1923)
- 1994 - Arati Saha, nuotatrice indiana (n. 1940)
- 1994 - Fisher Tull, compositore, arrangiatore e trombettista statunitense (n. 1934)
- 1994 - Paolo Volponi, scrittore e poeta italiano (n. 1924)
- 1995 - Jaroslava Bajerová, ginnasta cecoslovacca (n. 1910)
- 1995 - Johan Bergenstråhle, regista e sceneggiatore svedese (n. 1935)
- 1995 - Johnny Carey, calciatore e allenatore di calcio irlandese (n. 1919)
- 1995 - Leslie Graves, attrice statunitense (n. 1959)
- 1995 - Judith McHale, nuotatrice canadese (n. 1942)
- 1995 - Sylvester Stadler, generale austriaco (n. 1910)
- 1996 - Lorenzo Bellomi, vescovo cattolico italiano (n. 1929)
- 1996 - Dale Hall, cestista, giocatore di football americano e allenatore di pallacanestro statunitense (n. 1924)
- 1996 - Øivind Holmsen, calciatore norvegese (n. 1912)
- 1996 - Berardo Lanciaprima, calciatore italiano (n. 1921)
- 1996 - Audrey Patterson, velocista statunitense (n. 1926)
- 1997 - John Kendrew, biochimico e cristallografo inglese (n. 1917)
- 1998 - Umberto Baistrocchi, generale e aviatore italiano (n. 1900)
- 1998 - Harold E. Johns, fisico e medico canadese (n. 1915)
- 1998 - Nikolaj Kolesov, calciatore russo (n. 1956)
- 1999 - James White, autore di fantascienza irlandese (n. 1928)
- 2000 - Betty Blue, modella, showgirl e attrice statunitense (n. 1931)
- 2000 - Giulio Capiozzo, batterista italiano (n. 1946)
- 2000 - Anthony Corallo, mafioso statunitense (n. 1913)
- 2000 - Patricia Jones, velocista canadese (n. 1930)
- 2000 - Dindo Yogo, cantante della Repubblica Democratica del Congo (n. 1955)
- 2000 - Cesario D'Amato, vescovo cattolico italiano (n. 1904)

## XXI secolo(123)
- 2001 - Kathleen Freeman, attrice statunitense (n. 1919)
- 2001 - Herbert Haag, teologo e presbitero svizzero (n. 1915)
- 2001 - Spiro Koleka, politico albanese (n. 1908)
- 2001 - Peter Maas, giornalista e scrittore statunitense (n. 1929)
- 2001 - Calogero Traina, politico italiano (n. 1919)
- 2002 - Anthony Stafford Beer, matematico inglese (n. 1926)
- 2002 - Wayne Simmons, giocatore di football americano statunitense (n. 1969)
- 2003 - Maurice Buret, cavaliere francese (n. 1909)
- 2003 - Kirk Richards, cestista statunitense (n. 1957)
- 2004 - Francesco Minerva, arcivescovo cattolico italiano (n. 1904)
- 2005 - Mauro Curradi, scrittore italiano (n. 1925)
- 2005 - Brock Peters, attore, doppiatore e cantante statunitense (n. 1927)
- 2006 - Lucio De Santis, attore e produttore cinematografico italiano (n. 1922)
- 2006 - Maynard Ferguson, trombettista e compositore canadese (n. 1928)
- 2006 - Pier Giorgio Gallotti, politico e medico italiano (n. 1944)
- 2006 - Emilio Legnani, militare italiano (n. 1918)
- 2006 - Ignazio Manunza, politico italiano (n. 1940)
- 2006 - Francisco Peralta y Ballabriga, vescovo cattolico spagnolo (n. 1911)
- 2006 - Wolfgang Přiklopil, criminale austriaco (n. 1962)
- 2006 - David Schnaufer, musicista statunitense (n. 1952)
- 2006 - Marie Tharp, geologa e oceanografa statunitense (n. 1920)
- 2006 - Ed Warren, scrittore statunitense (n. 1926)
- 2007 - Reinhard Lauth, filosofo tedesco (n. 1919)
- 2007 - Corrado Nardi, attore italiano (n. 1912)
- 2007 - Bruno Trentin, sindacalista, politico e partigiano italiano (n. 1926)
- 2008 - Jimmy Cleveland, trombonista statunitense (n. 1926)
- 2008 - Peter Quinn, vescovo cattolico australiano (n. 1928)
- 2008 - Art Tyler, bobbista statunitense (n. 1915)
- 2008 - Thomas Huckle Weller, biologo statunitense (n. 1915)
- 2009 - Nello Mariani, politico italiano (n. 1923)
- 2009 - Anna-Maria Müller, slittinista tedesca orientale (n. 1949)
- 2009 - Jan Sedivka, violinista e insegnante australiano (n. 1917)
- 2009 - Edzo Toxopeus, politico olandese (n. 1918)
- 2010 - Henrik Hansen, lottatore danese (n. 1920)
- 2010 - Giuseppe Pezzuoli, chirurgo e cardiochirurgo italiano (n. 1920)
- 2010 - George T. Smith, politico statunitense (n. 1916)
- 2010 - Giuseppe Viola, pittore italiano (n. 1933)
- 2010 - George David Weiss, cantautore e compositore statunitense (n. 1921)
- 2011 - Sybil Jason, attrice sudafricana (n. 1927)
- 2011 - Eleonora Morana, attrice italiana (n. 1922)
- 2011 - Giotto Stoppino, architetto e designer italiano (n. 1926)
- 2012 - Jerry Nelson, burattinaio statunitense (n. 1934)
- 2012 - Steve Van Buren, giocatore di football americano statunitense (n. 1920)
- 2013 - Vadim Jusov, direttore della fotografia russo (n. 1929)
- 2013 - Giangiacomo Lattanzi, politico e avvocato italiano (n. 1925)
- 2013 - Dean Meminger, cestista e allenatore di pallacanestro statunitense (n. 1948)
- 2013 - Gilbert Taylor, direttore della fotografia e fotografo britannico (n. 1914)
- 2013 - Arnaldo Verri, giornalista italiano (n. 1925)
- 2014 - Albert Ebossé Bodjongo, calciatore camerunese (n. 1989)
- 2014 - Santi Lo Giudice, filosofo e scrittore italiano (n. 1946)
- 2014 - Leonid Ivanovyč Stadnyk, veterinario ucraino (n. 1970)
- 2015 - Héctor González Garzón, calciatore colombiano (n. 1937)
- 2015 - Guy Ligier, pilota motociclistico, pilota automobilistico e imprenditore francese (n. 1930)
- 2016 - Steven Hill, attore statunitense (n. 1922)
- 2016 - Alexander Malta, cantante lirico svizzero (n. 1938)
- 2016 - Berit Mørdre Lammedal, fondista norvegese (n. 1940)
- 2016 - Reinhard Selten, economista e esperantista tedesco (n. 1930)
- 2016 - Henri de Turenne, giornalista e sceneggiatore francese (n. 1921)
- 2017 - Margot, cantautrice italiana (n. 1941)
- 2017 - Engelbert Jarek, calciatore e allenatore di calcio polacco (n. 1935)
- 2017 - Rogério Rocha da Silva, giocatore di calcio a 5 brasiliano (n. 1978)
- 2017 - Tullio Seppilli, antropologo italiano (n. 1928)
- 2017 - Tony Verga, musicista e cantante italiano (n. 1942)
- 2018 - Arcabas, artista francese (n. 1926)
- 2018 - Delio Gamboa Rentería, calciatore colombiano (n. 1936)
- 2018 - Russ Heath, fumettista statunitense (n. 1926)
- 2018 - Dario Pegoretti, artigiano italiano (n. 1956)
- 2018 - George Walker, cantante, compositore e arrangiatore statunitense (n. 1922)
- 2019 - Larissa Bonfante, archeologa e etruscologa italiana (n. 1931)
- 2019 - Mario Davidovsky, compositore argentino (n. 1934)
- 2019 - Carlo Delle Piane, attore italiano (n. 1936)
- 2019 - Manlio Ianni, politico italiano (n. 1937)
- 2019 - David Koch, imprenditore e politico statunitense (n. 1940)
- 2019 - Rick Loomis, autore di giochi statunitense (n. 1946)
- 2019 - Massimo Mattioli, fumettista, illustratore e scrittore italiano (n. 1943)
- 2019 - Luigi Arialdo Radicati di Brozolo, fisico italiano (n. 1919)
- 2019 - Mike Thomas, giocatore di football americano statunitense (n. 1953)
- 2019 - Egon Zimmermann, sciatore alpino austriaco (n. 1939)
- 2020 - Peter Borwein, matematico canadese (n. 1953)
- 2020 - Augusto Caminito, produttore cinematografico, sceneggiatore e regista italiano (n. 1939)
- 2020 - Benny Chan, regista, sceneggiatore e produttore cinematografico cinese (n. 1969)
- 2020 - Adhemar Grijó Filho, pallanuotista e nuotatore brasiliano (n. 1931)
- 2020 - Gerald D. Hines, imprenditore e filantropo statunitense (n. 1925)
- 2020 - Maria Janion, critica letteraria, traduttrice e attivista polacca (n. 1926)
- 2020 - Dieter Krause, canoista tedesco (n. 1936)
- 2020 - Lori Nelson, attrice statunitense (n. 1933)
- 2020 - Valentina Prudskova, schermitrice sovietica (n. 1938)
- 2020 - Luigi Serafini, cestista italiano (n. 1951)
- 2021 - Gunilla Bergström, scrittrice, giornalista e illustratrice svedese (n. 1942)
- 2021 - Maurizio De Benedictis, storico del cinema, storico della letteratura e scrittore italiano (n. 1951)
- 2021 - Jean-Luc Nancy, filosofo francese (n. 1940)
- 2021 - Fiamma Nicolodi, musicologa italiana (n. 1948)
- 2021 - Rosita Quintana, attrice e cantante argentina (n. 1925)
- 2021 - Federico Spiess, linguista e filologo svizzero (n. 1927)
- 2021 - Space Tribe, disc jockey inglese (n. 1958)
- 2021 - José Yudica, calciatore e allenatore di calcio argentino (n. 1937)
- 2022 - Gino Cogliandro, comico, attore e cabarettista italiano (n. 1949)
- 2022 - Esther Cooper Jackson, attivista statunitense (n. 1917)
- 2022 - Rolando Cubela Secades, rivoluzionario cubano (n. 1932)
- 2022 - Aldo Da Rold, politico italiano (n. 1925)
- 2022 - Carlos Duarte, calciatore portoghese (n. 1933)
- 2022 - Larry Laudan, filosofo statunitense (n. 1941)
- 2022 - Luiz Mancilha Vilela, arcivescovo cattolico brasiliano (n. 1942)
- 2022 - Nicola Materazzi, ingegnere italiano (n. 1939)
- 2022 - Lev Petrovič Pitaevskij, fisico russo (n. 1933)
- 2022 - Julian Robertson, imprenditore statunitense (n. 1932)
- 2022 - Vittoria Ronchey, scrittrice e traduttrice italiana (n. 1925)
- 2022 - Kjell Saga, calciatore norvegese (n. 1932)
- 2022 - Creed Taylor, produttore discografico statunitense (n. 1929)
- 2023 - Francisco Dornelles, politico e economista brasiliano (n. 1935)
- 2023 - Terry Funk, wrestler e attore statunitense (n. 1944)
- 2023 - Michael Garrett, compositore e pianista britannico (n. 1944)
- 2023 - Joseph Hubert Hart, vescovo cattolico statunitense (n. 1931)
- 2023 - Vicente Lecaro, calciatore ecuadoriano (n. 1936)
- 2023 - Hersha Parady, attrice statunitense (n. 1945)
- 2023 - Evgenij Prigožin, imprenditore e politico russo (n. 1961)
- 2023 - Dmitrij Utkin, militare, mercenario e imprenditore russo (n. 1970)
- 2024 - Elio Battaglia, baritono italiano (n. 1933)
- 2024 - Ottaviano Del Turco, politico e sindacalista italiano (n. 1944)
- 2024 - Trude Dybendahl, fondista norvegese (n. 1966)
- 2024 - Russell Malone, chitarrista statunitense (n. 1963)
- 2024 - Christian Obi, calciatore e giocatore di calcio a 5 nigeriano (n. 1967)
- 2024 - Catherine Ribeiro, cantante e attrice francese (n. 1941)

## Senza anno specificato(1)
- Antonio di Gerace, monaco cristiano italiano